# Albert Hackenberg

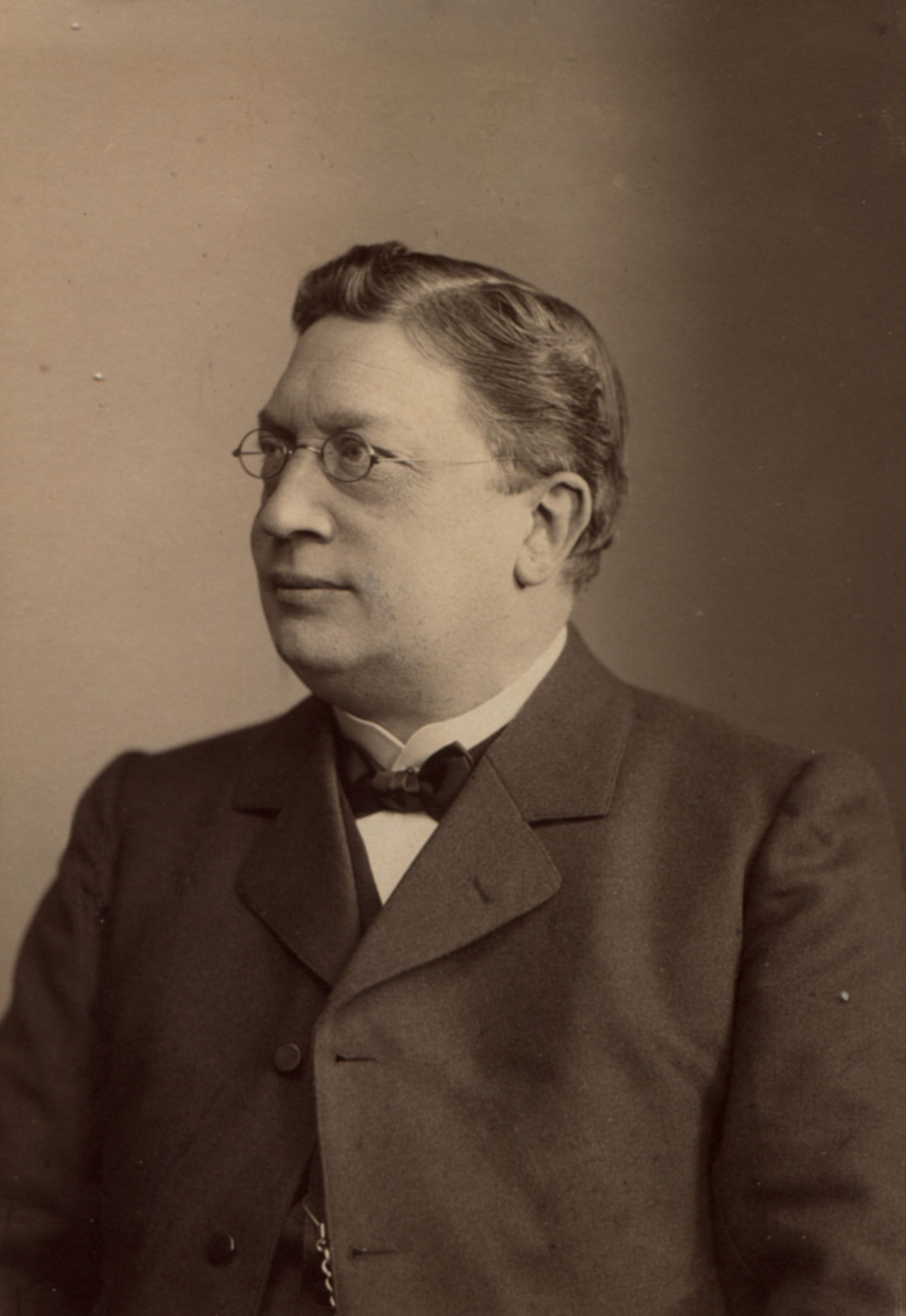
Pfarrer Albert Hackenberg

Peter Albert Hackenberg (* 11. Januar 1852 in Lennep; † 30. Oktober 1912 in Hottenbach, Hunsrück) war evangelischer Pfarrer, Abgeordneter im Preußischen Landtag, Kirchenpolitiker und Dichter.

## Ausbildung
Albert war ein Sohn des Kaufmanns Johann Peter Albert Hackenberg und dessen Ehefrau Juliana von Polheim. Nach dem Besuch der Volksschule ging er zunächst auf die Höhere Bürgerschule in Lennep. 1866 wechselte er auf die von dem Pädagogen und Schulreformer Julius Ostendorf (1823–1877) geleitete Realschule in Lippstadt (heute: Ostendorf-Gymnasium). Seit 1869 besuchte er das (heute so genannte) Gymnasium an der Stadtmauer in Bad Kreuznach. Nach dem Abitur 1872 studierte er Theologie an den Universitäten Erlangen (1872–1873), Berlin (1873–1874) und Bonn (1874–1876) und schloss im Oktober 1876 mit dem Ersten Theologischen Examen. Als Einjährig-Freiwilliger ging er im April nach Berlin, wo er im Garde-Füsilier-Regiment (Maikäfer-Regiment) seinen Wehrdienst ableistete. Im April 1878 begann er als Vikar in der Hunsrückgemeinde Hottenbach seine praktische Ausbildung zum Pfarrer. Nach bestandenem Zweiten Examen wurde er dort auch einstimmig zum Nachfolger des verstorbenen Pfarrers Gustav Lang gewählt und am 1. Juli 1879 ordiniert. Er blieb Pfarrer der Evangelischen Gemeinde Hottenbach bis zu seinem Tod am 30. Oktober 1912, trotz vielfältiger überregionaler kirchlicher und politischer Kontakte und Aktivitäten.

## Wirken
In seiner Kirchengemeinde setzte er sich neben dem Konfirmandenunterricht und der Jugendarbeit für die Kirchenmusik ein. Am Palmsonntag 1888 und 1889 führte er mit dem Gesangverein die Matthäus-Passion von Heinrich Schütz (1585–1672) auf, was Hottenbach in der Zeitung den Ruf eines Oberammergau im Hochwald einbrachte.
Später arbeitete Hackenberg am Evangelischen Gesangbuch für Rheinland und Westfalen mit, das in weiten Teilen im Hottenbacher Pfarrhaus entstand. Dank seines kaufmännischen Geschicks wurde es ein großer Verkaufserfolg: Von seiner Einführung (1893/94) bis 1911 wurde ein Rekordgewinn von 1.120.000 Mark erzielt. Für seine Arbeit am Gesangbuch und andere Verdienste erhielt Hackenberg 1902 die Ehrendoktorwürde der Universität Bonn. 1897 schrieb er die Texte zum Werk von Max Bruch Gustav Adolf (Opus 73), das am 22. Mai 1898 in Barmen uraufgeführt wurde.
Hackenberg war auch um das Wohl seiner Bauerngemeinde besorgt. 1880 holte er die Post, 1884 das Telefon in das abseits gelegene Hottenbach. Später wurde auf Grund seiner Initiative eine Ortsgruppe des Hunsrücker Bauernvereins (1894), der Raiffeisenverein (1896) und die Molkerei (1898) gegründet. Ein besonderes Anliegen war Hackenberg die Erschließung des Hunsrücks durch die Eisenbahn, für die er im Landtag wiederholt die Stimme erhob. Besondere Begabungen seiner Gemeindemitglieder förderte Hackenberg intensiv; so unterstützte er die künstlerische Ausbildung und Laufbahn des Malers Max Müller-Heid. Wegen seines sozialen Engagements wurde er von seinen Zeitgenossen als Hochwaldkönig und Seele des Hunsrücks verehrt.
Daneben galt Hackenberg, der eigentlich nach seinem Examen einige Jahre als Seminarlehrer arbeiten wollte, als Lehrerfreund. 1885 wurde Hackenberg zum Kreisschulinspektor ernannt. Er förderte nicht nur die Lehrer seiner Kreisschulinspektion, zu der rund 30 Volksschulen rund um Hottenbach gehörten, sondern setzte sich literarisch und später auch im Landtag für eine größere Freiheit und bessere Besoldung der Lehrer ein.
Überregional engagierte sich Hackenberg auch im Evangelischen Bund in der Rheinprovinz, dessen Vorstand er seit der Gründung 1887 angehörte. Hackenberg war ein gefragter Redner, der in vielen Städten für die Ziele des Bundes warb. 1894 wurde er zum Vorsitzenden des mitgliederstarken und einflussreichen rheinischen Hauptvereins gewählt. Daneben gehörte Hackenberg dem Zentralvorstand des Gesamtbundes an. 1909 gab er das Amt als rheinischer Vorsitzender ab und wurde zum Ehrenvorsitzenden gewählt.
Seit 1884 war Hackenberg Mitglied der Rheinischen Provinzialsynode der unierten Preußischen Landeskirche. Ab 1899 gehörte er dem Vorstand an und wurde 1905 zum Präses gewählt. Zum ersten Mal wurde die Präseswahl in der rheinischen Synodalgeschichte zur Richtungswahl, bei der Hackenberg als Vertreter der Mittelpartei einem konservativen Kandidaten gegenüberstand. Überschattet wurde die Amtszeit als Präses durch den Fall des liberalen Kölner Pfarrers Carl Jatho (1851–1913), der 1911 aufgrund des kurz zuvor in Kraft getretenen Lehrbeanstandungsgesetzes seiner Pfarrstelle enthoben wurde. Seit 1900 gehörte Hackenberg auch dem Vorstand der Preußischen Generalsynode, also der Leitung der Gesamtlandeskirche, an.
Hackenberg war geprägt durch das nationale und rechtsliberale Bürgertum seiner Heimatstadt Lennep. Im Studium wurde er vor allem durch seinen Erlanger Lehrer Johann Christian Konrad von Hofmann (1810–1877) beeinflusst, der für die liberale Fortschrittspartei im bayerischen Landtag gesessen hatte und meinte, es gehöre zu den staatsbürgerlichen Pflichten eines Christenmenschen, für das Gemeinwesen Verantwortung zu übernehmen. So trat Hackenberg 1898 im Wahlkreis Kreuznach-Simmern-Zell für die Nationalliberale Partei zur Wahl für den preußischen Landtag an, dem er bis zu seinem Tod 1912 angehörte. Er engagierte sich vor allem um Kirchen- und Schulangelegenheiten. 1904 war er am Zustandekommen des Schulkompromisses zwischen Konservativen und Nationalliberalen beteiligt. Dadurch wurde die Schulunterhaltung neu geregelt, aber auch der Vorrang der Bekenntnisschule festgeschrieben, was manche liberalen Parteifreunde Hackenberg übel nahmen. Hackenbergs Reden galten wegen ihrer Klarheit, ihres Bilderreichtums und ihres Humors zu den Höhepunkten der Verhandlungen. Aufgrund seines maßvollen Auftretens war Hackenberg der erste bürgerliche Politiker, dem der sozialdemokratische Vorwärts einen Nachruf widmete.
Zahlreich sind seine Gedichte mit religiösen und nationalen Themen (Hoch auf den Kaiser, 1871). Hackenberg war ein populärer Vertreter des rheinländischen Kulturprotestantismus und ein glänzender Kanzelredner. Neben den wenigen gedruckten Vorträgen sind zahlreiche handschriftliche Predigten erhalten.

## Familie
Hackenberg war verheiratet mit Elisabeth, geborene Ost († 1910), Bekanntschaft seit 1872, Verlobung 1881. In dieser Zeit entstanden Gedichte Lieder der Trennung, 1872–1878. Die beiden hatten zwei Töchter: Juliane Elisabeth („Else“) (1882–1883) und Frieda (1888–1938).

## Werke
- Handbuch zum Evangelischen Gesangbuch für Rheinland und Westfalen. Dortmund 1894.